# Лисаковский горно-обогатительный комбинат
Лисако́вский горно-обогатительный комбинат (каз. Лисаковск кен байыту комбинаты) — казахстанский производитель железорудного сырья, градообразующее предприятие города Лисаковск Костанайской области. Сырьевая база предприятия включает Лисаковское месторождение железа. Контролируется металлургической компанией АО «АрселорМиттал Темиртау», через дочернее ТОО «Оркен», за которым законтрактовано 20 % запасов железа Республики Казахстан и одного из двух крупнейших игроков на этом сегменте рынка (наряду с ССГПО холдинга ENRC).

## История
Лисаковское месторождение бурожелезняковых оолитовых железных руд открыто в 1949 году Уральским геологическим управлением. Разведано в 1950-х годах, а в 1970-м на его базе был образован горно-обогатительный комбинат в составе карьера, обогатительной фабрики и двух опытно-промышленных фабрик по обогащению и окомкованию руды. Технический проект ГОКа был спроектирован институтом «Гипроруда». В 1967 году рядом с комбинатом возник Лисаковск, получивший в 1971-м статус города. В 1970 году приступил к отгрузке руды Карагандинскому металлургическому комбинату. С 1972 эксплуатируется 1-я очередь карьера мощностью 4,5 млн тонн руды. В 1973-74 введены дополнительные мощности по 3,6 млн тонн в год. В 1980-е годы потребителями продукции предприятия стали Западно-Сибирский и Магнитогорский металлургический комбинаты и др.
1 марта 2000 года перешёл в собственность ТОО «Оркен», учредителем которого являлось ОАО «Испат Кармет», и образующее железорудный департамент компании, куда помимо Лисаковского ГОКа входят шахта «Западный Каражал», рудники «Атансор» и «Кентобе».

## Описание
Разрабатывает Лисаковское железорудное месторождение. Годовая производительная мощность комбината — 5,8 млн тонн сырой руды, 3,4 млн тонн товарного концентрата. В составе предприятия: комплекс ремонтно-вспомогательных цехов, комплекс инженерных служб, состоящий из центральной лаборатории, центра информации и связи, проектно-инструкторский отдел.
Гравитационно-магнитный концентрат комбината содержит 48,5-49,0 % железа, 10,7-11,0 % диоксида кремния и 12,1-12,5 % гидратной влаги, и на рынке сырья для чёрной металлургии является неконкурентоспособным. В связи с этим разработаны альтернативные варианты улучшения качества концентрата, в частности с применением технологии обжига. Богатый железорудный гематитовый концентрат содержит 59,5-60 % железа, 6,0-6,5 % диоксида кремния, немагнитная фракция — 7,0-9,5 % железа, 85-89 % диоксида кремния.